# Marchamalo
Marchamalo è un comune spagnolo di 6 750 abitanti situato nella comunità autonoma di Castiglia-La Mancia.
Il comune venne creato nel 2000 come distaccamento da Guadalajara.